# Société d'études catalanes
La Société d'études catalanes est une société savante fondée en 1906 et dont le siège est à Perpignan (chef-lieu du département des Pyrénées Orientales). Elle a été dissoute en 1921.

## Histoire
La Société d'études catalanes est fondée le 7 octobre 1906 à Perpignan. L'article 2 de ses statuts indique que "la société a pour but de mettre en rapport et de grouper toutes les personnes qui s'intéressent à la langue, à la littérature, à l'art et à l'histoire des pays catalans. Elle se propose de conserver tout ce qui a fait et fait encore l'esprit et la physionomie si caractéristiques de ces pays ; de susciter ou d'encourager toutes les initiatives tendant à développer la vie littéraire, artistique et scientifique de la région". Le sceau de la société a été dessiné par Gustave Violet.

## Publications

### La Revue Catalane
Publiée entre 1907 et 1920, la Revue Catalane est l'organe de la Société d'études catalanes. Forte de 120 membres, elle est présidée par Emmanuel Vergès de Ricaudy, secondé par Gustave Violet et Jean Amade, vice-présidents.  